# Mur frontalier de Mudanjiang
Le mur frontalier de Mudanjiang ( 牡丹江邊牆), aussi appelé la Grande Muraille de la dynastie Tang, est un mur d'une longueur d'environ 100 km qui se trouve dans les montagnes près des villes de Mudanjiang et de Ning'an dans le Nord-Est de la Chine. 
Sa construction a été entreprise par le royaume de Balhae (698-926) et il a ensuite été également utilisé par la dynastie Jin des Jurchens (1115-1234).
Il est constitué de trois parties. La première, longue de 50 km, part de Jiangxi et s'étend vers le nord-ouest en direction de Xinfengnanling, Sandaogun, Errenshinanling et Xidalizi. La deuxième relie Mudanjiang à Ning'an (30 km). La troisième parcourt les montagnes près du lac Jingpo vers le sud-est en partant de Qianglazi.
Depuis 2006, il est classé parmi les sites historiques et culturels majeurs protégés au niveau national (6-503). 